# Sorbaria kirilowii
Sorbaria kirilowii là loài thực vật có hoa trong họ Hoa hồng. Loài này được (Regel) Maxim. miêu tả khoa học đầu tiên năm 1879.

## Hình ảnh

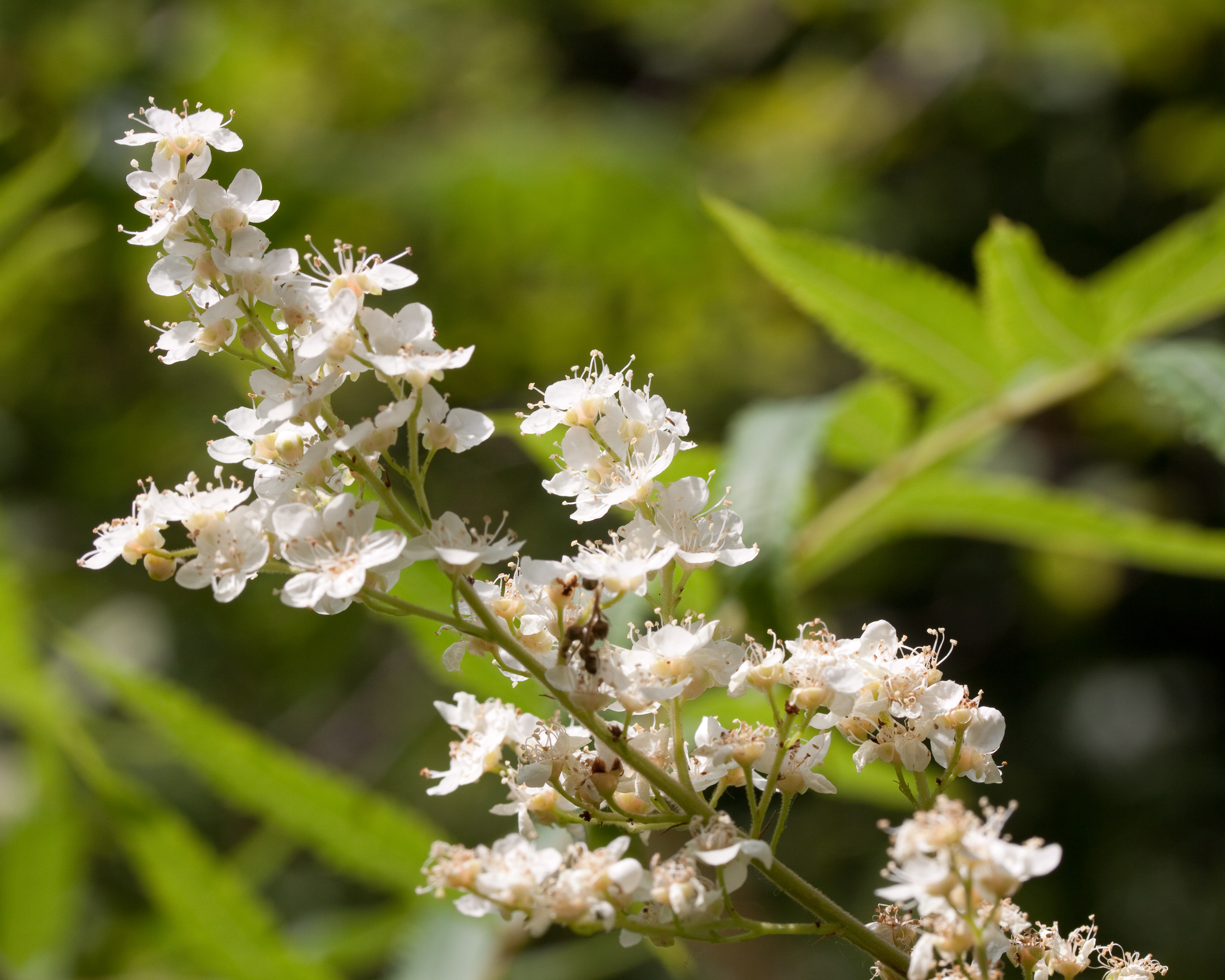
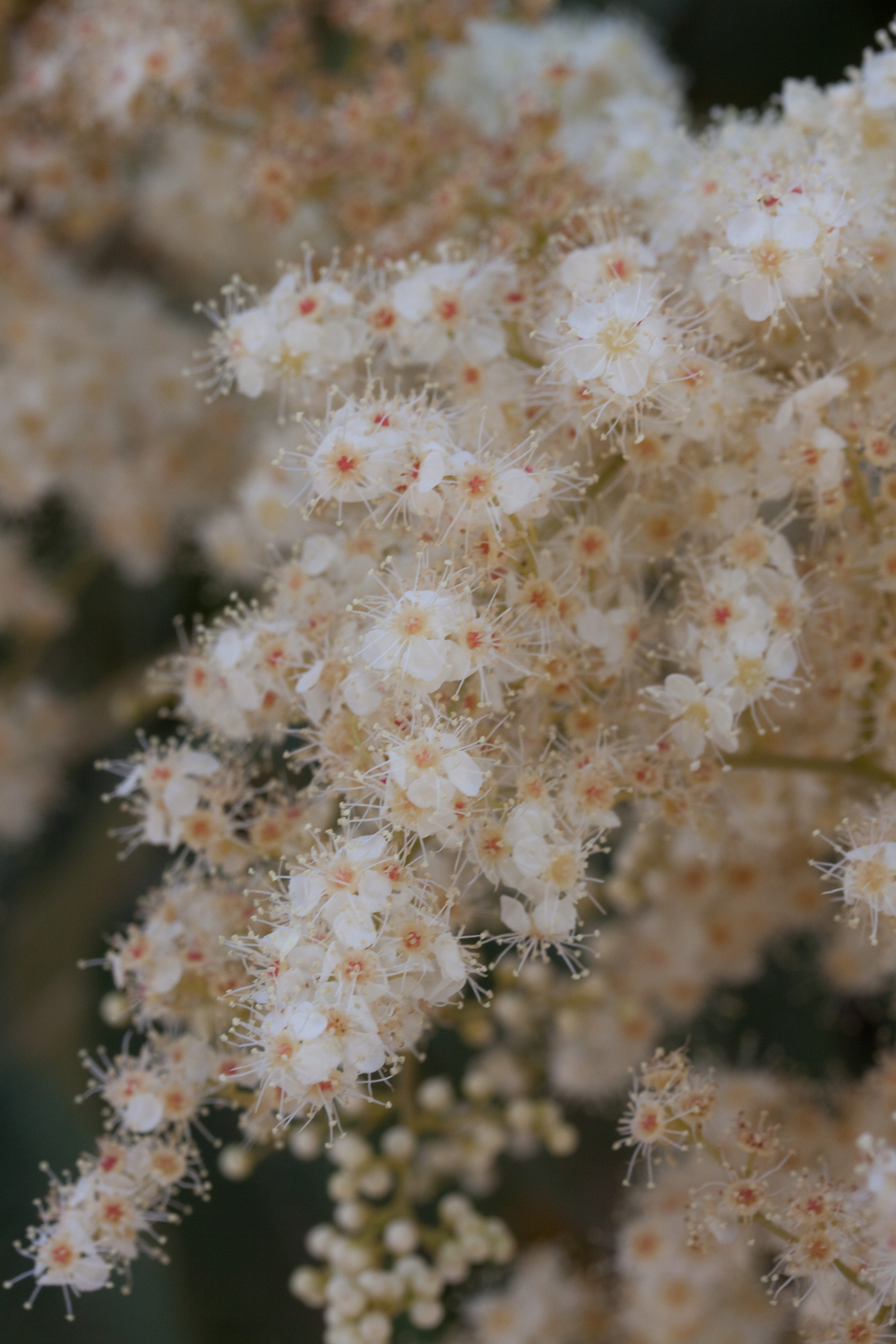
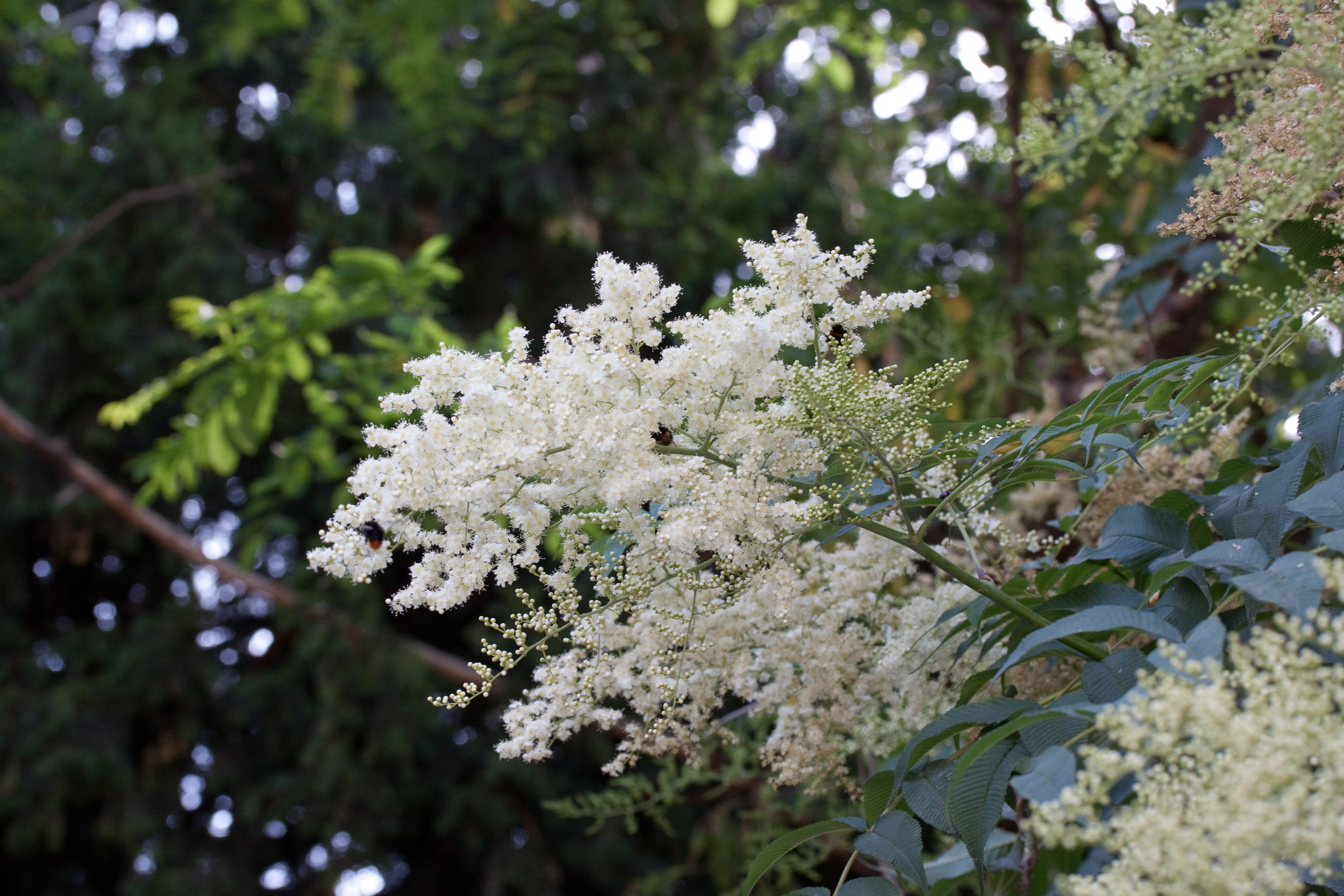
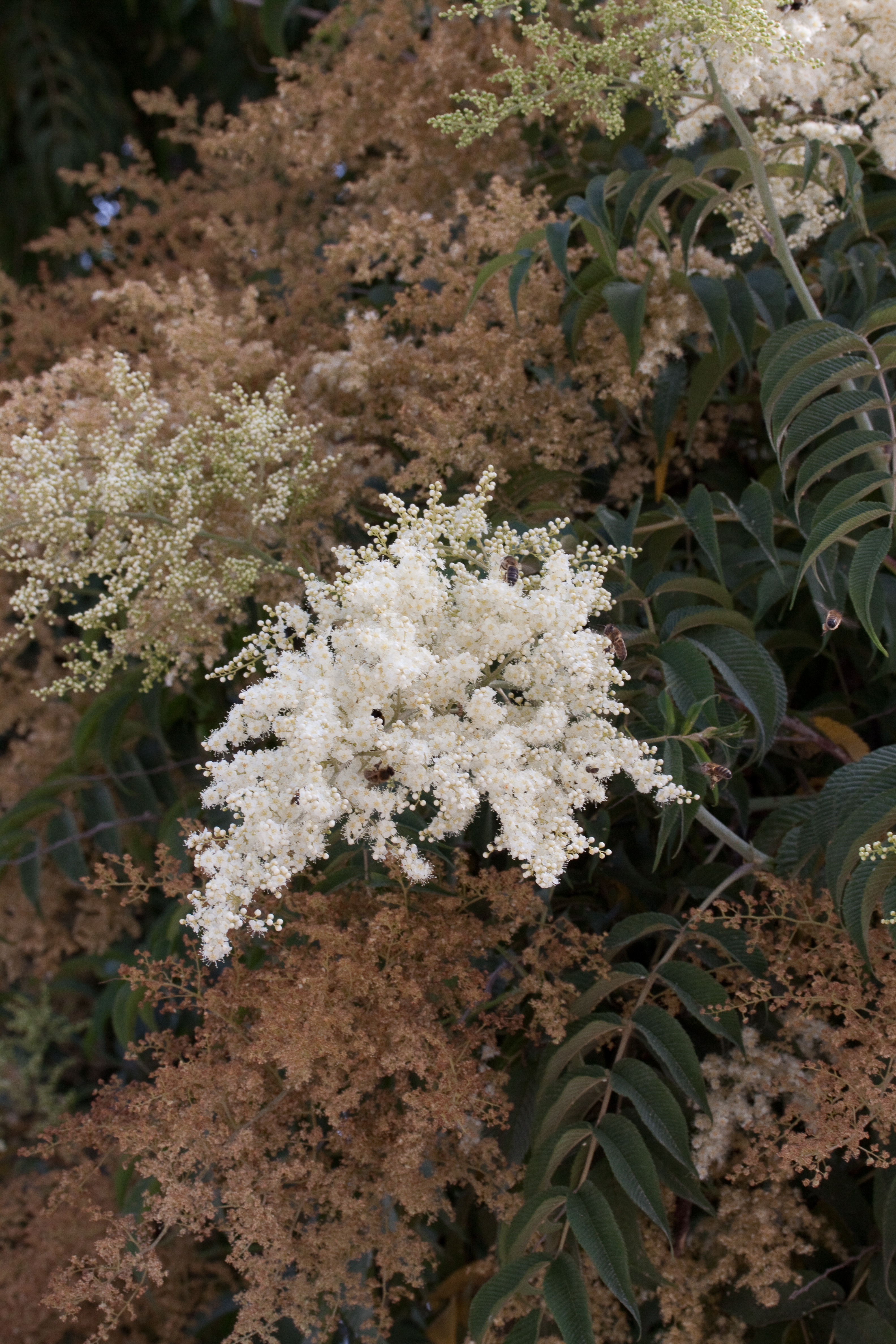